# Szuperhős

Superman, az egyik legismertebb szuperhős

A szuperhős egy kitalált szereplő, aki hősies tetteivel segít az embereken és védelmezi az igazságot. Általában álruhát visel, hogy megőrizze titkos személyazonosságát.
A ma szuperhősnek nevezett karakterek egyik legnagyobb alakja Superman, aki 1938-ban bukkant fel az Action Comics első számának lapjain az Egyesült Államokban.

## Általános jellemzők

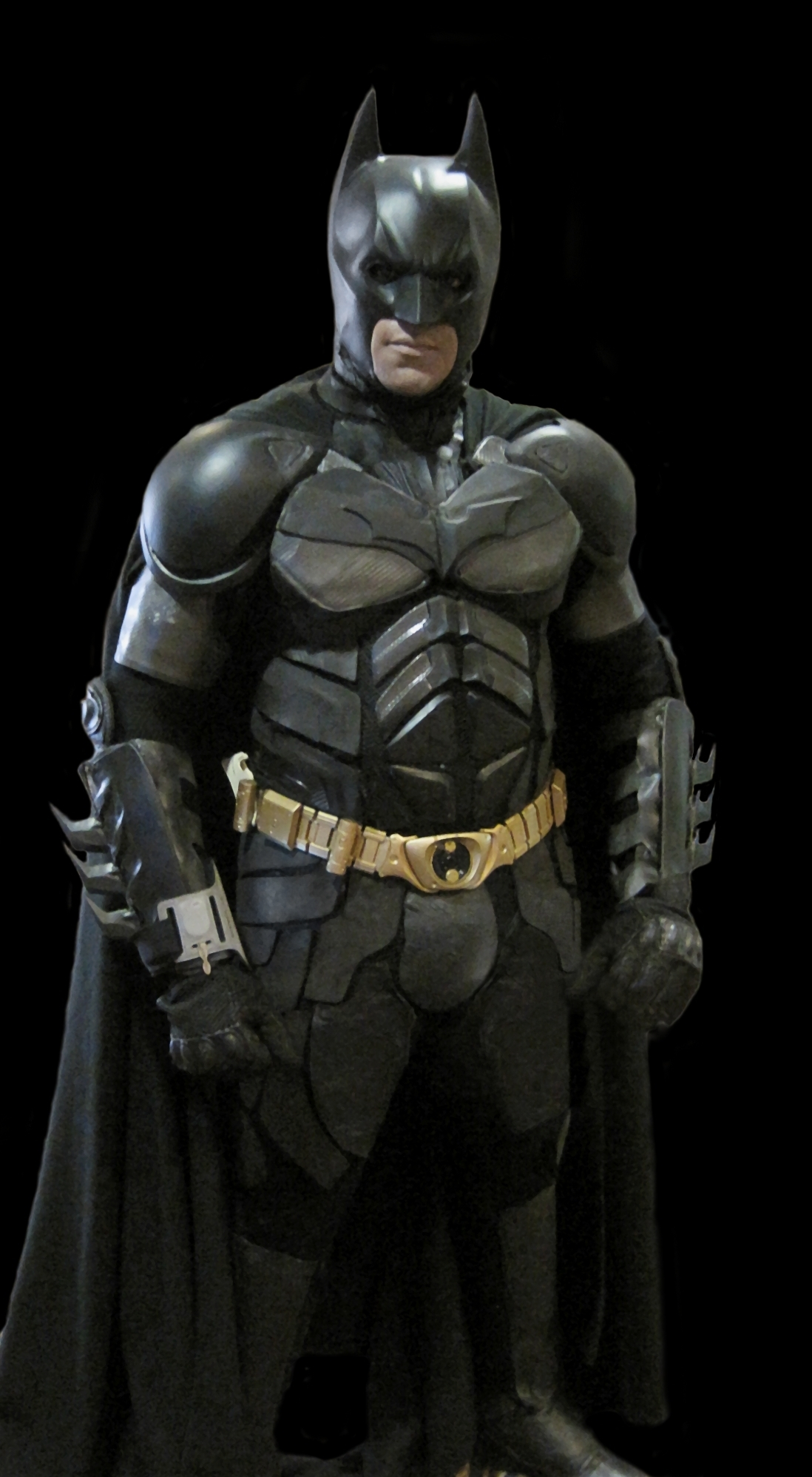
Batman

Bár a szuperhős karakterek sokban különböznek egymástól, mégis van néhány tipikusan szuperhősre jellemző vonásuk, mely általánosságban közös bennük:
- Emberfeletti vagy különleges képességekkel rendelkeznek, illetve fejlett technikai eszközökkel. Bár a különleges képességek megjelenése széles skálán mozog, az emberfeletti erő, a repülés képessége és a különösen fejlett érzékszervek igen gyakran megjelennek. Némely szuperhősnek egyáltalán nincsenek emberfeletti képességei, mint például Batman-nak, viszont kimagasló tehetségek különböző küzdősportokban vagy tudományokban. Megint mások felszerelésüknek köszönhetik emberfeletti erejüket, így Vasember és a Zöld Lámpás is.
- Önfeláldozó magatartás, amely gyakran fejlett morális érzékkel is párosul.
- Egy különösen erős motiváció, mint például erős felelősségtudat (Superman), igazságérzet (Batman), vagy éppen maga a bosszú (A Megtorló).
- Titkos személyazonosság, mely megvédi a hős barátait és hozzátartozóit, nehogy a hős ellenségeinek célpontjává váljanak.
- Álruha.
- Egy mögöttes szándék, vagy motívum, mely áthatja a hős jelmezét, nevét és személyiségét. (Batman jelmeze egy denevérre emlékeztet)
- Egy jellegzetes fegyver, mint a Csodanő "Igazság lasszója", vagy Amerika Kapitány pajzsa.
- Számos és visszatérő ellenség, akik ellen harcol, valamint egy "ősellenség". Ez az ősellenség gyakran a hős tükörképe (Kardfog szabadon engedi vadállati ösztöneit, míg Rozsomák megpróbálja elfojtani azokat)
- Gazdag pénzügyi háttér (Batman üzleti birodalma, vagy az X-Men esetében X Professzor vagyona) vagy egy olyan polgári állás, mellyel feltűnés nélkül vegyülhet az emberek közé (Superman a civil életben újságíró).
- Egy titkos főhadiszállás, mint (Batman Denevér-barlangja, vagy a Tini titánok Titán-tornya)
- Egyes szuperhős állati-témájú alteregójuk/jelmezük is lehet (Pókember a pókokban, Batman a denevérekben, Kék Bogár a bogarakban, vagy Fekete Párduc a fekete párducokban)
- Egy alaptörténet, mely magyarázatot ad a hős képességeinek eredetére, motivációira, miképp és miért vált belőle szuperhős. Sok ilyen történet kapcsolódik tragikus eseményekhez, balesetekhez, melynek következtében a hős szert tett képességeire.
- Némelyik szuperhős kemény és önző. Az ilyen hősöket antihősnek hívják. Híres antihős például Deathpool aki a jellegzetes jelmezében olyan mint Pókember, Carnage  és egy nindzsa keveréke.

Sok szuperhős egyedül tevékenykedik, de számos szuperhős csapat is létezik. Ilyen például a Fantasztikus Négyes, az X-Men. Őket valami közös sors köti össze, vagy közös az eredetük. Míg más csapatok, így az Igazságliga, vagy a Bosszú Angyalai olyan hősöket tömörítenek akik önállóan is tevékenykednek.
Néhány szuperhős, különösen azok, akik az 1940-es években láttak napvilágot ifjú társakkal dolgoznak (Batman és Robin, Amerika Kapitány és Bucky). Mára ez már kevéssé gyakori, az egykori ifjú társak vagy eltűntek vagy önálló szuperhősökké váltak.
A szuperhősök főként képregények oldalain tűnnek fel, az ő történeteik váltak mára dominánssá az Amerikai piacon. Észak-Amerikában a képregény és a szuperhős fogalom szinte összeforrt. De feltűnnek rádiójátékokban, tv-sorozatokban, filmekben és egyéb médiában is. A médiában megjelenő legtöbb szuperhős képregények adaptációja, persze itt is akadnak kivételek. Jelenleg az Egyesült Államokban a legtöbb szuperhős licenc jogát a Marvel Comics és a DC Comics birtokolja.
A szuperhősok különböző műfajú és stílusú történetekben jelennek meg: krimi (Batman, Fenegyerek, Megtorló), horror (Ivadék, Pokolfajzat, Szellemlovas), tudományos-fantasztikus (X-Men). Ezek persze szintén keveredhetnek.

## Öltözék
Akárcsak a hétköznapi embert, a szuperhőst is a ruha teszi. Öltözékük gyakran színes, figyelemfelkeltő, jellegzetes a karakterre, képességeire vagy adottságaira. Gyakran visel rajta jelvényt, szimbólumot.
Általánosságban elmondható, hogy:
- Azon szuperhősök, kiknek titkos a személyazonossága, gyakran viselnek álarcot vagy maszkot mely vagy csak részben, vagy egészben eltakarja arcukat. A skála egészen Ms. Marvel dominó álarcától egészen a teljes arcot elrejtő maszkig terjed, amit például Pókember visel.
- Gyakori jelenség a testhez simuló öltözék valamint a klasszikus harisnyás hős öltözék. Ezekhez gyakran csizma, öv és palást is társul.
- Sok szuperhős az 1990-es évekből szakított a hagyományokkal (Kábel, és sokan az Image Comics hősei közül) és öltözékük robusztusabb, katonai jellegű lett.

Minden szuperhős jelmeze minden környezethez alkalmazkodik. Például: vasemberé a lövedékek záporában is sértetlen marad és a hideg ellen is véd.

## Szuperhős típusok
A szuperhősöket általában képességeik alapján lehet legkönnyebben csoportosítani, és bár ezeknek a képességeknek csak az író fantáziája szab határt mégis léteznek sablonosnak nevezhető kategóriák.
- A „gépesített” hős (mecha warrior): a hős közönséges ember, akinek technikailag fejlett páncélzata biztosít fölényt ellenfelével szemben. A páncélzat lehet akár egy emberfeletti méretű robot is.
- Az „erőgép”: a szuperhős hihetetlen testi erővel rendelkezik, testalkata tekintélyt parancsoló, robusztus. Nem ritkán szinte sebezhetetlen.
- A vadember: a hősnek erősen állatias megjelenése, vagy jelleme van. Erkölcseiben inkább a vadon szabályai követi, mint az emberi társadalom által elfogadott normákat. Gyakran a „szemet szemért” elvet vallja.
- Az ezermester: a hős műszaki tudásával különböző szerkezeteket és eszközöket hoz létre, mellyel felveheti a harcot a bűnözés ellen.
- A mágus: a hős természetfeletti, mágikus erővel rendelkezik.
- A fegyverforgató: a hős egy vagy több kézifegyver forgatásában mutat kimagasló tehetséget. Ez a fegyver lehet hagyományos jellegű, mint a kard vagy az íj, de nem ritka a tűzfegyverek használata sem.
- A harcmester: a hős valamilyen küzdősport, általában keleti küzdősport, mestere.
- Az alakváltó: a hős képes megváltoztatni a kinézetét.